# Albanië op de Olympische Zomerspelen 2020
Albanië nam deel aan de Olympische Zomerspelen 2020 in Tokio, Japan. De selectie bestond uit 9 atleten, actief in 6 verschillende disciplines. De Albanese atleten wisten geen medailles te behalen.

## Atleten
Hieronder volgt een overzicht van de atleten die zich reeds hebben verzekerd van deelname aan de Olympische Zomerspelen 2020.
| sport         | mannen | vrouwen | totaal |
| ------------- | ------ | ------- | ------ |
| Atletiek      | 1      | 1       | 2      |
| Gewichtheffen | 2      | 0       | 2      |
| Gymnastiek    | 1      | 0       | 1      |
| Judo          | 1      | 0       | 1      |
| Schietsport   | 0      | 1       | 1      |
| Zwemmen       | 1      | 1       | 2      |
| totaal        | 6      | 3       | 9      |

## Sporten

### Atletiek
Mannen
Technische nummers
| atleet        | onderdeel   | kwalificaties | kwalificaties | finale         | finale         |
| atleet        | onderdeel   | afstand       | rang          | afstand        | rang           |
| ------------- | ----------- | ------------- | ------------- | -------------- | -------------- |
| Izmir Smajlaj | verspringen | 7,86          | 17            | niet geplaatst | niet geplaatst |

Vrouwen
Loopnummers
| atlete     | onderdeel           | series  | series | kwartfinale | kwartfinale | halve finale | halve finale | finale  | finale |
| atlete     | onderdeel           | tijd    | rang   | tijd        | rang        | tijd         | rang         | tijd    | rang   |
| ---------- | ------------------- | ------- | ------ | ----------- | ----------- | ------------ | ------------ | ------- | ------ |
| Luiza Gega | 3000 m steeplechase | 9.23,85 | 5 q    | n.v.t.      | n.v.t.      | n.v.t.       | n.v.t.       | 9.34,10 | 13     |

### Gewichtheffen
Mannen
| atlete         | onderdeel | trekken | trekken | stoten | stoten | totaal | rang |
| atlete         | onderdeel | score   | rang    | score  | rang   | totaal | rang |
| -------------- | --------- | ------- | ------- | ------ | ------ | ------ | ---- |
| Briken Calja   | -73 kg    | 151     | 7       | 190    | 4      | 341    | 4    |
| Erkand Qerimaj | -81 kg    | 157     | 11      | 181    | 9      | 338    | 9    |

### Gymnastiek

#### Turnen
Mannen
| atleet        | onderdeel    | kwalificaties | kwalificaties | finale         | finale         |
| atleet        | onderdeel    | score         | rang          | score          | rang           |
| ------------- | ------------ | ------------- | ------------- | -------------- | -------------- |
| Matvei Petrov | paardvoltige | 14,733        | 10            | niet geplaatst | niet geplaatst |

### Judo
Mannen
| atleet         | onderdeel | eerste ronde         | tweede ronde         | derde ronde          | kwartfinale          | halve finale         | herkansing           | finale / BM          | finale / BM    |
| atleet         | onderdeel | tegenstander uitslag | tegenstander uitslag | tegenstander uitslag | tegenstander uitslag | tegenstander uitslag | tegenstander uitslag | tegenstander uitslag | rang           |
| -------------- | --------- | -------------------- | -------------------- | -------------------- | -------------------- | -------------------- | -------------------- | -------------------- | -------------- |
| Indrit Cullhaj | −66 kg    | n.v.t.               | Chinchila V 000–112  | niet geplaatst       | niet geplaatst       | niet geplaatst       | niet geplaatst       | niet geplaatst       | niet geplaatst |

### Schietsport
Vrouwen
| atlete          | onderdeel         | kwalificaties | kwalificaties | finale         | finale         |
| atlete          | onderdeel         | punten        | rang          | punten         | rang           |
| --------------- | ----------------- | ------------- | ------------- | -------------- | -------------- |
| Manuela Delilaj | 10 m luchtpistool | 565           | 36            | niet geplaatst | niet geplaatst |
| Manuela Delilaj | 25 m pistool      | 556           | 44            | niet geplaatst | niet geplaatst |

### Zwemmen
Mannen
| atleet      | onderdeel        | series | series | halve finale   | halve finale   | finale         | finale         |
| atleet      | onderdeel        | tijd   | rang   | tijd           | rang           | tijd           | rang           |
| ----------- | ---------------- | ------ | ------ | -------------- | -------------- | -------------- | -------------- |
| Kledi Kadiu | 100 m vrije slag | 51,65  | 52     | niet geplaatst | niet geplaatst | niet geplaatst | niet geplaatst |

Vrouwen
| atlete        | onderdeel       | series | series | halve finale   | halve finale   | finale         | finale         |
| atlete        | onderdeel       | tijd   | rang   | tijd           | rang           | tijd           | rang           |
| ------------- | --------------- | ------ | ------ | -------------- | -------------- | -------------- | -------------- |
| Nikol Merizaj | 50 m vrije slag | 26,21  | 42     | niet geplaatst | niet geplaatst | niet geplaatst | niet geplaatst |